# Hafslo
Hafslo es un pueblo y antiguo municipio de Noruega, en la provincia de Sogn og Fjordane. Se encuentra ubicado en el actual municipio de Luster. En 2007 el pueblo de Hafslo contaba con una población de 293 habitantes.[cita requerida] En este pueblo nació el filólogo noruego Sylfest Lomheim. En Hafslo se encuentra el lago Hafslovatn.
Hafslo fue fundado como municipio el 1 de enero de 1838.  Sin embargo, el 1 de enero de 1963 fue anexado al municipio de Luster.  Antes de la fusión Hafslo contaba con una población de 2384 habitantes.